# Aedermannsdorf
Aedermannsdorf – miejscowość i gmina w północnej Szwajcarii, w kantonie Solura, w jednostce administracyjnej (Amtei) Thal-Gäu, w okręgu Thal.

## Demografia
W Aedermannsdorfie mieszka 578 osób. W 2022 roku 4,8% populacji gminy stanowiły osoby urodzone poza Szwajcarią. 